# Richard Hofmann
Richard Hofmann (8. února 1906, Meerane – 5. května 1983, Freital) byl německý fotbalista. Byl útočník v Dresdner SC.

## Hráčská kariéra
Richard Hofmann hrál za Meerane 07 a Dresdner SC. S Dresdner SC se stal v letech 1943 a 1944 mistrem Německa.
V reprezentaci hrál 25 zápasů, v nichž dal 24 gólů. Byl na OH 1928. Byl prvním hráčem mimo britské ostrovy, který dal v 1 zápase 3 góly Anglii. Stalo se tak 10. května 1930 v Berlíně při remíze 3:3.

## Trenérská kariéra
Hofmann byl trenérem ve Východním Německu.

## Úspěchy
Dresdner SC
- Mistr Německa (2): 1943, 1944
- Německý pohár (2): 1940, 1941
- Mistrovství středního Německa (4): 1929, 1930, 1931, 1933
- Gauliga Sasko (6): 1933–34, 1938–39, 1939–40, 1940–41, 1942–43, 1943–44